# محطة حافلات

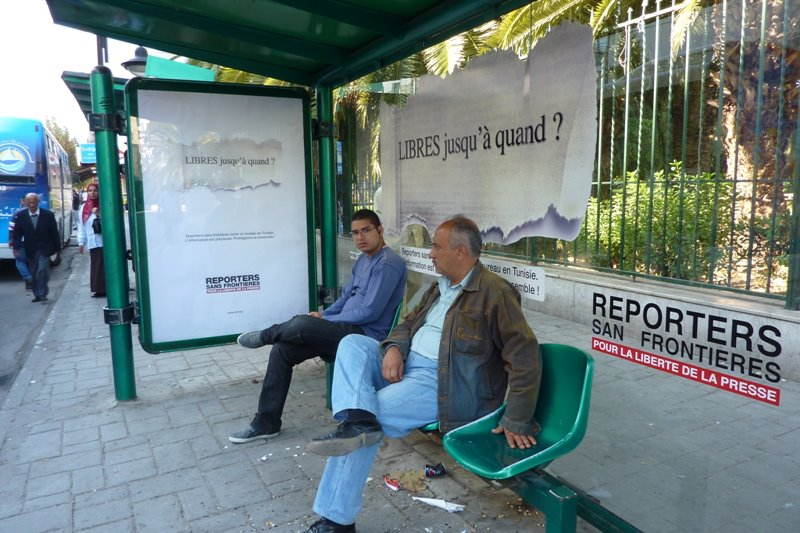
مأوى وكراسي للمنتظرين بمحطة حافلات في تونس العاصمة.

محطة الحافلات هي كل مكان خصص لوقوف حافلات فيه، لغرض صعود أو نزول الركاب. وتوضع محطة الحافلات غالبا بجوار الطريق - بخلاف الموقف الذي تخصص له مساحة بعيدة عن الطريق العام. ويجب أن يتماشى تصميم المحطة مع كثافة الاستخدام، فيخصص للمحطة المزدحمة مأوى وكراسي للمنتظرين، أما المحطات النائية أو قليلة الكثافة فقد يعلمها فقط عامود مميز ولافتة صغيرة. ولتسهيل عملية الانتقال من خط لآخر توضع المحطة بالقرب من محطة لخط آخر أحيانا.
في بعض المدن توفر شاشات أو لافتات إلكترونية معلومات عن موعد الحافلة القادمة للمنتظر بالمحطة.

## خدمات محطات الحافلات
هنالك ثلاثة أنواع لمحطات الحافلات من ناحية الحاجة العملية إليها، منها:
- المحطات المجدولة بوقت ومكان، إذ يجب أن تتوقف الحافلات في محطة الانتظار، بصرف النظر عن الطلب وحاجة الراكب إليها.
- ثانيًا، المحطات التي تُعنى بالتوقف فقط عند طلبها من قبل الراكب، وتُسمى بمحطات الطلب، وتوجد فيها علامة توقف محددة، كما أنها توجد في العديد من الدول الغربية.
- النوع الثالث، يتم بطلب الراكب للحافلة من أي مكان عشوائي، إذ تكون الحافلة في وقت ومكان غير محددين.

قد يتم تقييد بعض مواقع الحافلات بشروط الزمان والمكان. إذ إن بعض المحطات مخصصة فقط للركاب الذين ينزلون ويصعدون دون مواقيت أو وجهات معينة، وهذا يكون بنحو رئيسي لخطوط الحافلات المتجه إلى المناطق الريفية. لأن غالبية محطات الحافلات في المناطق الحضرية لا تشملها هذه القيود، إذ تكون الحافلات متزامنة مع جدول عمل محدد، وعند وصول الحافلات للمواقف المخصصة لها، تبدأ بانتظار الركاب.
من ناحية المواقع البعيدة التي قد يقصدها الركاب أحيانًا، فهنالك محطة حافلات خاصة لها، وتكون حافلاتها مزودة من الداخل بنظام تعريف الركاب على موقعهم الحالي والمدة الزمنية المتبقية لوصولهم إلى وجهتهم الرئيسية.
في الدول الغربية يزداد عدد مواقف الحافلات، تحديدًا يوم الأحد، لأنه يوم توجه الكثير من الركاب من الديانة المسيحية إلى الكنائس لأداء العبادة، لذلك يجري استخدام المواقف الإضافية في ذلك اليوم تحديدًا.

## تصاميم محطة الحافلات
محطة حافلات مدينة (هامبورغ) مثلًا، تكون مزودة بعلامات لتوقف الحافلات عندها، مع أرقام لخطوط المواصلات والمحطات الرئيسية. في محطة حافلات منطقة (يورك) الريفية، وشمال (تورنتوا) كندا، وتشمل البنية التحتية لمحطة الحافلات على صناديق لرمي القمامة. يوجد العديد من التصاميم المختلفة لمحطة الحافلات حول العالم، وإنها متعلقة بالناحية الاقتصادية للدولة أيضًا، إذ تتراوح البنية التحتية لمحطة الحافلات من عمود وإشارة بسيطة، إلى مأوى بدائي، فهياكل متطورة. ولكن الحد الأدنى والمتعارف عليه بين الركاب، هو إشارة مثبتة على عمود تحمل اسمًا/رمزًا مناسبًا لمعلومات المكان المتوجه إليه الراكب، والمكان الحالي لمحطة الحافلات.
محطة الحافلات المظللة؛ هي محطة يكون لها سقف كامل أو جزئي التصميم، يغطي مقاعد الانتظار، مدعوم ببناء من جانبين أو ثلاثة أو أربعة جوانب، ليستظل بها الركاب من حرارة الشمس أو المطر في أثناء وجودهم في المحطة.
في مناطق معينة، قد تكون منطقة الطريق المجاورة لمحطة الحافلات محددة بصفة خاصة، ومحمية بموجب القانون. أحيانًا، قد لا تكون السيارات على دراية بالآثار القانونية للتوقف أو ركن سياراتهم في موقف الحافلات. في أنظمة النقل السريع للحافلات، قد تكون محطات الحافلات أكثر تنظيمًا من محطات حافلات الشوارع، ويمكن تصنيفها «محطات» لتعكس هذا الاختلاف الحاصل بينها وبين المواقف العادية لركن السيارات. قد تحتوي هذه المحطات على مناطق مغلقة للسماح بتحصيل أجرة النقل من الركاب، من أجل الصعود السريع إلى الحافلة، وقد تحتوي محطات الحافلات على خط النقل السريع للحافلات أيضًا بنية هندسية أكثر تعقيدًا؛ تسمح بمنصات الصعود المستوية، والأبواب التي تفصل الحاوية عن الحافلة حتى تصبح جاهزة للصعود.

## نظام السلامة في محطة الحافلات
تعزز مواقف الحافلات سلامة الركاب في عدة طرق:
- تمنع محطات الحافلات الركاب من محاولة الصعود إلى الحافلة أو النزول منها في المواقف الخطرة، مثل التقاطعات أو عند استدارة الحافلة.
- لا يتوقع من سائق الحافلة أن يبحث باستمرار عن الركاب الراغبين في صعود الحافلة. يعني أن السائق يحتاج فقط إلى البحث عن الركاب الراغبين في الاقتراب من كل محطة.
- تتطلب مواقف الحافلات من الركاب التجمع قبل الصعود، ما يقلل من وقت الصعود إلى الحافلة.[9]
- في الليل، عندما يكون عدد الركاب أقل، يتم تخفيض القيود أحيانًا، وقد يسمح للركاب بالخروج من الحافلة في أي مكان بحدود المعقول.